# Новешка (приток Истьи)
Новешка — река в России, протекает в Старожиловском районе Рязанской области. 
Левый приток Истьи.

## География
Река Новешка берёт начало у села Дроздово, течёт в восточном направлении. У села Вороново принимает воды своего левого притока, реки Алёшеньки, и поворачивает на юго-восток. Устье реки находится у посёлка городского типа Старожилово в 41 км по левому берегу реки Истьи. Длина реки составляет 16 км, площадь водосборного бассейна 65,6 км². 

## Данные водного реестра
По данным государственного водного реестра России относится к Окскому бассейновому округу, водохозяйственный участок реки — Ока от города Рязань до водомерного поста у села Копоново, без реки Проня, речной подбассейн реки — бассейны притоков Оки до впадения Мокши. Речной бассейн реки — Ока.
По данным геоинформационной системы водохозяйственного районирования территории РФ, подготовленной Федеральным агентством водных ресурсов:
- Код водного объекта в государственном водном реестре — 09010102212110000025102
- Код по гидрологической изученности (ГИ) — 110002510
- Код бассейна — 09.01.01.022
- Номер тома по ГИ — 10
- Выпуск по ГИ — 0